# 三重県営総合競技場
三重県営総合競技場（みえけんえいそうごうきょうぎじょう）は、三重県伊勢市宇治館町の五十鈴公園にある、スポーツ施設。陸上競技場および体育館を核とする。指定管理者は三重県スポーツ協会グループ。略称は「県営競技場」または「県営陸上競技場」。特に陸上競技場については県内の陸上競技にかかわるものの中では「伊勢」「伊勢の競技場」「県の競技場」と呼ばれている。
2014年（平成26年）10月1日より命名権（ネーミングライツ）導入により、「三重交通G スポーツの杜 伊勢」（みえこうつうグループ スポーツのもり いせ）となった。

## 概要
陸上競技場（三重交通Gスポーツの杜伊勢陸上競技場）、体育館（三重交通Gスポーツの杜伊勢体育館）、トレーニングセンターからなる。

### 陸上競技場
- 陸上競技場（日本陸上競技連盟 第一種公認競技場、国際陸上競技連盟認証 クラス2）（競技場コード：231010[3][注釈 1]）
  - トラック：一周400 m、9レーン（全天候型）
  - フィールド：棒高跳、走幅跳、三段跳、走高跳、砲丸投、やり投、ハンマー投、円盤投、サッカー、ラグビー
  - その他：大型映像装置、夜間照明設備、監視カメラ(大型映像装置への場内ライブ映像も兼ねる)
  - 収容人数 合計19,067人（メインスタンド 7,114席、バックスタンド 5,388席、車椅子スペース 72席、芝生席 6,493席相当）
- 第二競技場（日本陸上競技連盟 第三種公認競技場）（競技場コード：233100[3]）
  - トラック:一周400 m 8レーン（全天候型）水濠も擁する。
  - フィールド:棒高跳、走幅跳、三段跳、走高跳、砲丸投、槍投
  - その他:写真判定室、夜間照明設備、器具庫、トイレ
- 多目的広場
  - クレイ舗装
  - この施設は2016年（平成28年）までは全天候型の日本陸上競技連盟第三種公認競技場であり、補助競技場として使用されていたが、新補助競技場の竣工により供用停止、改修を経て多目的広場となった。
- 付帯投てき場（日本陸上競技連盟 第一種公認投てき場）
  - ハンマー投、円盤投、砲丸投、槍投
- 雨天走路（バックスタンド裏）： 110 m 4レーン（直走路は70 m）
- その他
  - 会議室 全8室
  - 駐車場 227台
  - 夜間照明設備

### 体育館
- 地上3階、地下1階
- 本館（フロア37×46 m）（収容人数 5,786人）
  - バドミントン・・・・10面
  - バスケットボール・・2面
  - バレーボール・・・・3面
  - 卓球・・・・・・・・24台 等
- 別館（フロア30×27 m）
  - バドミントン・・・・3面
  - バスケットボール・・1面
  - バレーボール・・・・2面
  - 卓球・・・・・・・・10台 等

### トレーニングセンター
- トレーニング器具

ウォーキング・ランニングマシーン、筋力トレーニング、エアロバイク、ステアマスター、バーベル、ダンベル、腹筋台、背筋台 他
- マッサージ器具
- 測定器具

血圧計、体重計、体組成計

## 沿革
- 1964年（昭和39年）3月15日 - 三重県営体育館が完成する。
- 1968年（昭和43年） - 陸上競技場が完成し、三重県営総合競技場となる。
- 1973年（昭和48年） - 全国高等学校総合体育大会のメイン会場となる。
- 1975年（昭和50年） - 第30回国民体育大会（三重国体）のメイン会場となる。
- 1987年（昭和62年）8月20日 - 陸上競技場に電気計時装置が導入、初のテストを実施する。実際の運用は8月22日の第14回全日本中学校陸上競技選手権大会から。
- 1997年（平成9年）4月1日 - 競技場の管理を財団法人三重県体育協会に委託する[4]。
- 2003年（平成15年）5月3日 - 大型映像装置（スーパーカラービジョン）が完成する。
- 2007年（平成19年）6月23日 - 6月24日 - 第91回日本陸上競技選手権大会（混成競技）を開催[5]。
- 2014年（平成26年）10月1日 - 命名権（ネーミングライツ）導入により、「三重交通G スポーツの杜 伊勢」となる[2]。契約期間は10年間[2]。
- 2016年（平成28年）
  - 4月1日‐新補助競技場トラック部分竣工、供用開始。
  - 8月20日‐新補助競技場フィールド部分及び投てき場竣工、供用開始。
- 2017年（平成29年）10月21日 - メイン陸上競技場の大規模改修工事竣工、供用開始。
- 2018年（平成30年）8月2日 - 8月6日 - 全国高等学校総合体育大会陸上競技大会の会場となる。

## 催事
- 三重県総合競技場感謝フェスティバル - 競技場施設の無料開放やフリーマーケット、三重県立相可高等学校による「青春弁当」の販売、スポーツイベントなどを実施する催し[6]。2010年（平成22年）は11月6日に開催され、主催者発表で5,500人が来場した[7]。
- 2020年東京オリンピックの聖火リレーでセレブレーション会場となった[8][9]。最終ランナーとして競技場に成果を運んだのはチャンカワイであった[10]。この件について密になった風景を映し出しながら「集まってくれて惚れてまうやろー!」と一部のニュースが報じ、「チャンは頭おかしい」と批判が上がった[11]。これに対しチャンは自身のブログで、観客が感染症対策をして応援していたことをつづり、現場と報道との差に苦言を呈した[11]。

## アクセス
- 伊勢自動車道伊勢西ICから車で10分。
- 三重交通バス：伊勢道路経由線…浦田町下車 徒歩6分、内宮外宮循環線…猿田彦神社前下車 徒歩10分。
- 近鉄鳥羽線五十鈴川駅下車　徒歩20分。

## 周辺
- 伊勢神宮皇大神宮（内宮）
- おはらい町・おかげ横丁
- 伊勢市営駐車場
- 宇治山田神社・那自賣神社

## 陸上競技場大規模改修工事
この項では2015年度から2018年度において行われた陸上競技場の改修工事を取り上げる。

### 改修の経緯
- 高校総体（2018年）、全日本中学校陸上競技選手権大会（2020年）、国体（2021年）を控えていること
- 施設の老朽化
- 競技規則の変更により現在の施設が第1種公認陸上競技場としての施設基準を満たしていない

以上のことにより三重県は陸上競技場の大規模改修を行うことを決めた。

### 改修計画
主な改修計画を下記に示す。
- 2015年度：補助競技場新設工事、メインスタンド取り壊し、新築メインスタンド設計、メイン競技場使用停止
- 2016年度：新設補助競技場竣工、メインスタンド新築工事、メイン競技場改修工事
- 2017年度：新築メインスタンド竣工、競技場改修工事完了
- 2018年度：多目的広場整備工事完了、陸上競技場大規模改修工事全工程完了

### 改修内容
主な改修内容を下記に示す。
- メイン競技場改修
  - 走路、フィールド部の全面改修を行う。
  - 大型映像装置の時計、90分計部分を取り除き液晶とし、既存の枠全体をフルスクリーンとする。
  - グラウンドレベルを解消する。
  - 夜間照明設備を設置する。
  - 第1コーナー外側に表彰時などに使用する掲揚ポールを設置する。
  - 監視カメラを設置する。
- メインスタンド新築
  - 7,000席の個別席で全面屋根付きとする。
  - 外観は伊勢の地を意識し、神宮の神殿や内宮にある宇治橋の橋桁などで用いられている伊勢の伝統的な木組みをイメージさせるデザインとし、屋根やスタンドの高さを控え背景の山の景色が感じられるように配慮する。
  - メインスタンドの客席の色の青と緑のグラデーションは空に向かっていくほど青空の青が多くなることで、のびやかさを、オレンジ色はスポーツの熱気や緊張感を表現する。
- サイドスタンド改修
  - 上部の通路を平坦にする。
  - メインスタンドとの動線を確保する。
  - 選手の雨天時の退避場所を確保する。
- バックスタンド改修
  - 防水加工を施す。
  - 新たに長椅子タイプの椅子を設置する。
  - 老朽化修繕や塗装を行う。
- 補助競技場新設
  - 1周400 m8レーンとする。
  - 写真判定室を設置する。
  - 隣接する場所に投てき練習場を設置する。
- その他の施設整備
  - 既存屋外トイレの改修、新設を行う。
  - 駐車場を設置する。
  - 既存の補助競技場を取り壊し、多目的広場とする。